# Tipasa (ferry)
Le Tipasa (arabe : تيبازة, Tibaza) est un ferry ayant appartenu à la compagnie algérienne Algérie Ferries. Construit de 1970 à 1971 par les chantiers Mitsubishi Heavy Industries de Kobe sous le nom de Phenix (ふぇにっくす, Fenikkusu) il est le premier d'une série de quatre navires identiques construits pour la compagnie japonaise Nippon Car Ferry. Mis en service en mars 1971 sur les liaisons entre les îles d'Honshū et de Kyūshū, il inaugure les services de Nippon Car Ferry sur les lignes inter-îles japonaises. Supplanté en 1974 par des navires plus imposants, il est vendu l'année suivante à la Compagnie nationale algérienne de navigation (CNAN) qui l'exploite sur les lignes entre l'Algérie et la France sous le nom de Tipasa. Transféré en 1987 au sein de la nouvelle compagnie publique Algérie Ferries, il conserve son affectation jusqu'en 2004 avant d'être revendu à l'armateur égyptien Cleopatra Navigation en 2005. Rebaptisé successivement Cleopatra Star et Excellent, il sera finalement envoyé à la casse en Inde en 2006.

## Histoire

### Origines et construction
En 1970, la compagnie Nippon Car Ferry, exploitant depuis 1965 de petits navires entre différents ports de la baie de Tokyo, décide de l'ouverture d'une ligne reliant Tokyo à l'île de Kyūshū. Afin de proposer le maximum de fréquences, la compagnie envisage la mise en service de quatre navires identiques.
Premiers navires de la compagnie spécialement conçus pour le long cours, ces quatre unités, mesurant 118 mètres de longueur, sont prévues pour transporter environ 1 000 passagers et une centaine de véhicules à la vitesse de 19 nœuds. Contrairement à la plupart des car-ferries au Japon, plutôt orientés vers le transport de fret, leur conception est davantage centrée sur le transport des passagers. Leurs aménagements offrent donc un maximum de confort avec deux espaces de restauration, un izakaya traditionnel ainsi que des cabines privatives en 1re classe et des dortoirs en classe Touriste. Pour permettre une mise en service simultanée des quatre navires pour l'année 1971, leur construction est confiée à deux chantiers différents. Les chantiers Mitsubishi Heavy Industries de Kobe s'occupent ainsi de la réalisation du Phenix et de l‘Hibiscus tandis que le constructeur Nippon Kokkan de Shimizu s'affairent à celles du Saintpaulia et du Bougainvillea.
La construction du Phenix débute le 28 février 1970 avec la pose de la quille. Le navire est ensuite lancé le 2 octobre suivant et achevé durant environ quatre mois avant d'être livré à Nippon Car Ferry le 30 janvier 1971. À sa livraison, il est le premier ferry du Japon à être équipé d'un système de stabilisateurs à ailerons repliables.

### Service

#### Nippon Car Ferry (1971-1975)
Le Phenix est mis en service le 1er mars 1971 entre Kawasaki et Hyūga dans la préfecture de Miyazaki. Il entre en service simultané avec le Saintpaulia, sorti des chantiers NKK. Ils sont rejoints au mois d'avril par leurs jumeaux Hibiscus et Bougainvillea. 
En mars 1974, le Phenix et le Bougainvillea sont remplacés entre Kawasaki et Hyūga par les sister-ships Takachiho Maru et Mimitsu Maru, plus longs et bien plus rapides. En conséquence, le Phenix est déplacé sur la ligne au départ d'Ōsaka. 
En 1975, l'arrivée du ferry d'occasion Ebino sur la ligne de Kobe entraîne le déplacement du Hamayu sur Ōsaka. Le Phenix est alors vendu à la Compagnie nationale algérienne de navigation (CNAN), quatre ans seulement après sa mise en service.

#### CNAN/Algérie Ferries (1975-2005)
Rebaptisé Tipasa, le navire quitte le Japon pour rejoindre la Méditerranée. Après quelques transformations visant à augmenter sa capacité et l'adapter aux normes de sécurité, il entre en service le 2 juillet 1975 sur les lignes entre l'Algérie, la France et l'Espagne. Troisième car-ferry aligné par la compagnie publique après l‘El Djazaïr et le Tassili, il confirme l'ambition du gouvernement algérien de constituer une flotte marchande en Méditerranée destinée à concurrencer les compagnies européennes telles que la Compagnie générale transméditerranéenne (CGTM). Avant sa livraison, la CNAN signe avec la Compagnie tunisienne de navigation (CTN) un contrat portant sur l'utilisation conjointe du navire durant deux ans. Ainsi, en sus de ses traversées entre Alger, Palma de Majorque et Marseille, le Tipasa est également exploité sur les liaisons entre Tunis et Marseille.
En 1976, la CNAN fera l'acquisition de ses deux sister-ships Hibiscus et Bougainvillea qui seront renommés respectivement Hoggar et Zeralda. Seul le Saintpaulia ne rejoindra pas ses jumeaux et restera dans la flotte de Nippon Car Ferry.
En 1987, le navire est transféré au sein d'Algérie Ferries, nouvelle société publique chargée des activités du transport des passagers. 
Au début des années 2000, Algérie Ferries entreprend le renouvellement de sa flotte vieillissante. Le Tipasa est retiré du service en 2004 et cédé à la compagnie égyptienne Cleopatra Navigation qui en prend livraison l'année suivante. 
Rebaptisé Cleopatra Star, sa carrière pour son nouvel armateur est de courte durée puisqu'il est vendu à la démolition en Inde en 2006. Après avoir quitté l'Égypte sous le nom d‘Excellent, il est échoué sur la plage d'Alang le 13 avril 2006 et démantelé durant les mois suivants.

## Aménagements
Le Tipasa possédait 8 ponts. Si le navire s'étend en réalité sur 9 ponts, l'un d'entre eux était inexistant au niveau du garage afin de permettre au navire de transporter du fret. Le pont le plus haut était désigné comme le pont promenade et ceux destinés aux passagers par ordre alphabétique de A à C. Les locaux passagers occupaient principalement les ponts A et B ainsi qu'une partie du pont C tandis que l'équipage logeait sur le pont Promenade. La totalité du pont D et l'arrière du pont C abritait quant à eux le garage. Lors de son passage sous pavillon algérien, le garage du pont C sera toutefois supprimé pour permettre l'aménagement, entre autres, de salons fauteuils.

### Locaux communs
Durant sa courte carrière sous les couleurs de Nippon Car Ferry, les passagers avaient à leur disposition un restaurant-cafétéria, un grill, un salon, un izakaya, un cinéma, un sauna, deux sentō (bains publics) ainsi que des salles de jeux de cartes aux ponts inférieurs.
À la suite de sa vente en Algérie, les aménagements ont subi quelques transformations. Le salon sur le pont A a été agrandi grâce à l'adjonction d'un bloc tandis qu'une cafétéria a été aménagée à l'arrière du pont C à la place du pont garage supérieur. Certaines anciennes installations telles que le grill, l'izakaya ou les bains publics ont été supprimées.

### Cabines
À l'époque japonaise, le Phenix était équipé d'une suite à deux places, 9 cabines luxe à quatre de style japonais, 12 cabines luxe à deux de style occidental, 34 cabines de 1re classe à quatre de style occidental et 15 à six de style japonais. Les passagers de la classe Touriste étaient quant à eux logés dans des dortoirs situés à l'avant du navire.
Durant sa carrière en Méditerranée, les cabines du pont A ont été conservées et attribuées à la classe Économique tandis que les dortoirs du pont B ont été supprimés et remplacés par des cabines plus spacieuses destinées à la classe Cabine. Sur le pont C, les dortoirs ont laissé place à d'autres cabines de la classe Économique à l'avant du navire et le garage supérieur a été supprimé et remplacé par des salons fauteuils.

## Caractéristiques
Le Tipasa mesurait 118 mètres de long pour 20,40 mètres de large, son tonnage était à l'origine de 5 954 UMS avant d'être porté en 1975 à 9 598 UMS. Il pouvait embarquer dans sa configuration initiale 1 010 passagers puis 1 100 après sa transformation. Il possédait un garage pouvant à l'origine contenir 111 véhicules particuliers ainsi que 40 remorques. Le garage était accessible par deux portes rampes axiale, l'une située à la proue et l'autre à la poupe. La porte avant sera toutefois condamnée lors des travaux de 1975 qui verront également la capacité du garage portée à 250 véhicules. La propulsion du Tipasa était assurée par deux moteurs diesels Pielstick-Nippon Kokan 12PC2V développant une puissance de 8 200 kW entrainant deux hélices à pas variables KaMeWa faisant filer le bâtiment à une vitesse de 19 nœuds. Il était également doté d'un stabilisateur anti-roulis à ailerons repliables et était par ailleurs le premier ferry japonais à en disposer. Les dispositifs de sécurité se composaient à l'époque essentiellement de radeaux de sauvetage, ils ont ensuite été complétés en 1975 par huit embarcations de sauvetage ouvertes de taille moyenne ainsi que deux autres de plus petite taille.

## Lignes desservies
Pour Nippon Car Ferry de 1971 à 1975, le Phenix a relié les îles d'Honshū et de Kyūshū, d'abord sur la lignes Kawasaki - Hyūga, puis Ōsaka - Hyūga de 1974 à 1975.
Pour la CNAN puis Algérie Ferries de 1975 à 2004, le Tipasa effectuait les liaisons entre l'Algérie, la France et l'Espagne. Il naviguait ainsi, au départ d'Alger, d'Oran, de Béjaïa, de Skikda ou d'Annaba vers Marseille et Alicante.